# Carmen Small
Carmen Small-McNellis (Durango (Colorado), 20 de abril de 1980), é uma ciclista profissional estadounidense. Durante a sua juventude praticou vários desportos como esqui, ginástica, kayak, vôlei, basquetebol, softbol e atletismo, destacando no vôlei onde foi integrante da equipa do seu instituto. Durante a sua época universitária correu vários triatlo e chamou a atenção do exciclista Michael Engleman que a aconselhou que focasse a sua carreira desportiva no ciclismo. Desde 2006 começou a disputar competições ciclistas com continuidade, até que em 2009 graças aos seus resultados alinhou na sua primeira equipa profissional, a S.C. Michela Fanini Record Rox, ainda que só esteve uns meses. Desde essa data combinou carreiras e equipas profissionais e amadoras, correndo muitas carreiras profissionais com a Selecção dos Estados Unidos. Em 2013 alinhou pelo Specialized-Lululemon, uns das melhores equipas femininas, onde tem obtido seus melhores resultados.

## Palmarés
2010 (como amador)
- - 3.º no Campeonato dos Estados Unidos em Estrada

- 2013
  - 2.ª no Campeonato Panamericano Contrarrelógio 
  - Chrono Gatineau
  - Campeonato dos Estados Unidos Contrarrelógio  
  - 1 etapa do Tour de Thüringe Feminino
  - 3.º no Campeonato Mundial Contrarrelógio

- 2014
  - 2.ª no Campeonato dos Estados Unidos Contrarrelógio

- 2015
  - Campeonato Panamericano Contrarrelógio 
  - 2.ª no Campeonato dos Estados Unidos Contrarrelógio 
  - Chrono Gatineau

- 2016
  - Campeonato dos Estados Unidos Contrarrelógio  
  - 1 etapa da Cascade Cycling Classic

## Resultados em Grandes Voltas e Campeonatos do Mundo
Durante a sua carreira desportiva tem conseguido os seguintes postos nas Grandes Voltas femininas e nos Campeonatos do Mundo em estrada:
| Carreira               | 2009 | 2010 | 2011 | 2012 | 2013 | 2014 |
| ---------------------- | ---- | ---- | ---- | ---- | ---- | ---- |
| Giro d'Italia          | -    | 72.ª | -    | -    | 78.ª | -    |
| Tour de l'Aude         | -    | 40.ª | -    | X    | X    | X    |
| Grande Boucle          | -    | -    | X    | X    | X    | X    |
| Mundial em Estrada     | -    | 65.ª |      | 29.ª | Ab.  | -    |
| Mundial Contrarrelógio | -    | -    |      | 16.ª | 3.ª  | -    |

-: não participa

Ab.: abandono

X: edições não celebradas

## Equipas
- S.C. Michela Fanini Record Rox (2009)[5]
- Colavita (2009[6]2010) (amador)
  - Colavita-Baci p/b Cooking Light (2009)[6] (amador)
  - Colavita-Sutter Home p/b Cooking Light (2010) (amador)
- Team TIBCO-To The Top (2011)
- Specialized-Lululemon (2013-2014)[7]
- Twenty 16 p/b Sho-Air (2015)[8]